# Hilda Elfving
Hilda Wilhelmina Elfving, född den 8 september 1827 i Stockholm, död 8 januari 1906 i Stockholm, var en svensk pedagog. Hon var den första föreståndaren för Högre lärarinneseminariet i Stockholm 1861–1863. 
Hilda Elfving var dotter till schackspelaren Johan Isak Elfving, lektor vid Stockholms gymnasium. Hon var lärare till prinsessan Lovisa av Sverige från år 1857 till 1860. Hennes far engagerade sig 1859–1861 i den "Lärokurs för fruntimmer" som sedan övergick i grundandet av Högre lärarinneseminariet. Då Seminarium för bildandet af Lärarinnor (Högre lärarinneseminariet) inrättades i Stockholm 1861 blev hon dess första föreståndare. Hon gjorde 1862 en studieresa på statliga medel i Tyskland, Schweiz och Frankrike. 
Lilly Engström, elev och senare lärare vid Högre lärarinneseminariet, beskrev henne: "Hon satt med sin sykorg inne under våra lektioner, och kring henne var alltid en atmosfär av stilla glädje och harmoni".
Hon efterträddes som föreståndare av Jane Miller Thengberg 1863. Elfving gifte sig samma år med grosshandlaren Pontus Ferdinand Kobb och flyttade till Göteborg. Hon fortsatte att engagera sig i utbildningsfrågor i sin nya hemstad.